# Дуплисский сельский совет
Дуплисский сельский совет (укр. Дуплиська сільська рада) — входит в состав
Залещицкого района
Тернопольской области
Украины.
Административный центр сельского совета находится в 
с. Дуплиска.

## Населённые пункты совета
- с. Дуплиска